# 角筈ガード

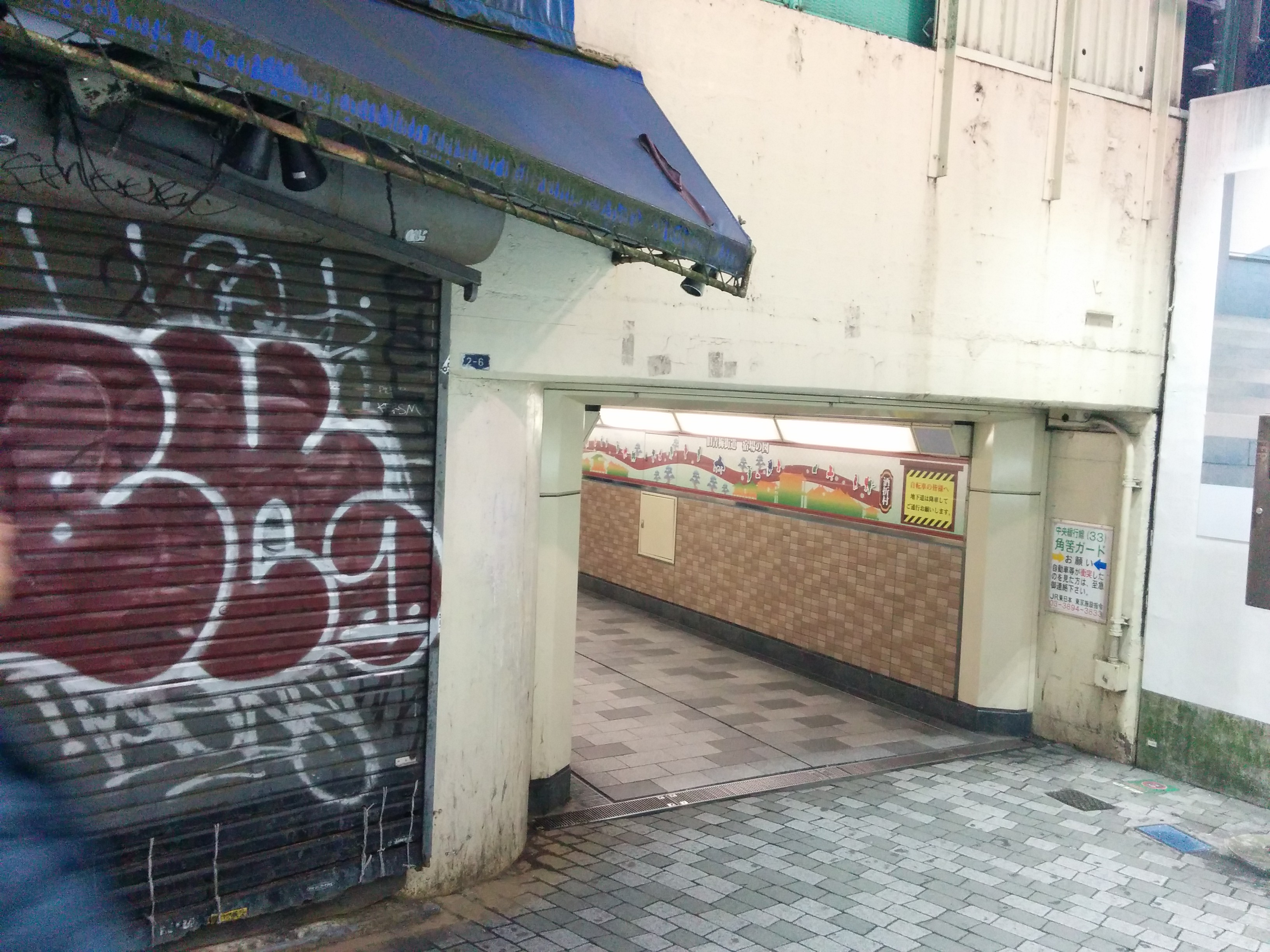
角筈ガード下の西側の入口

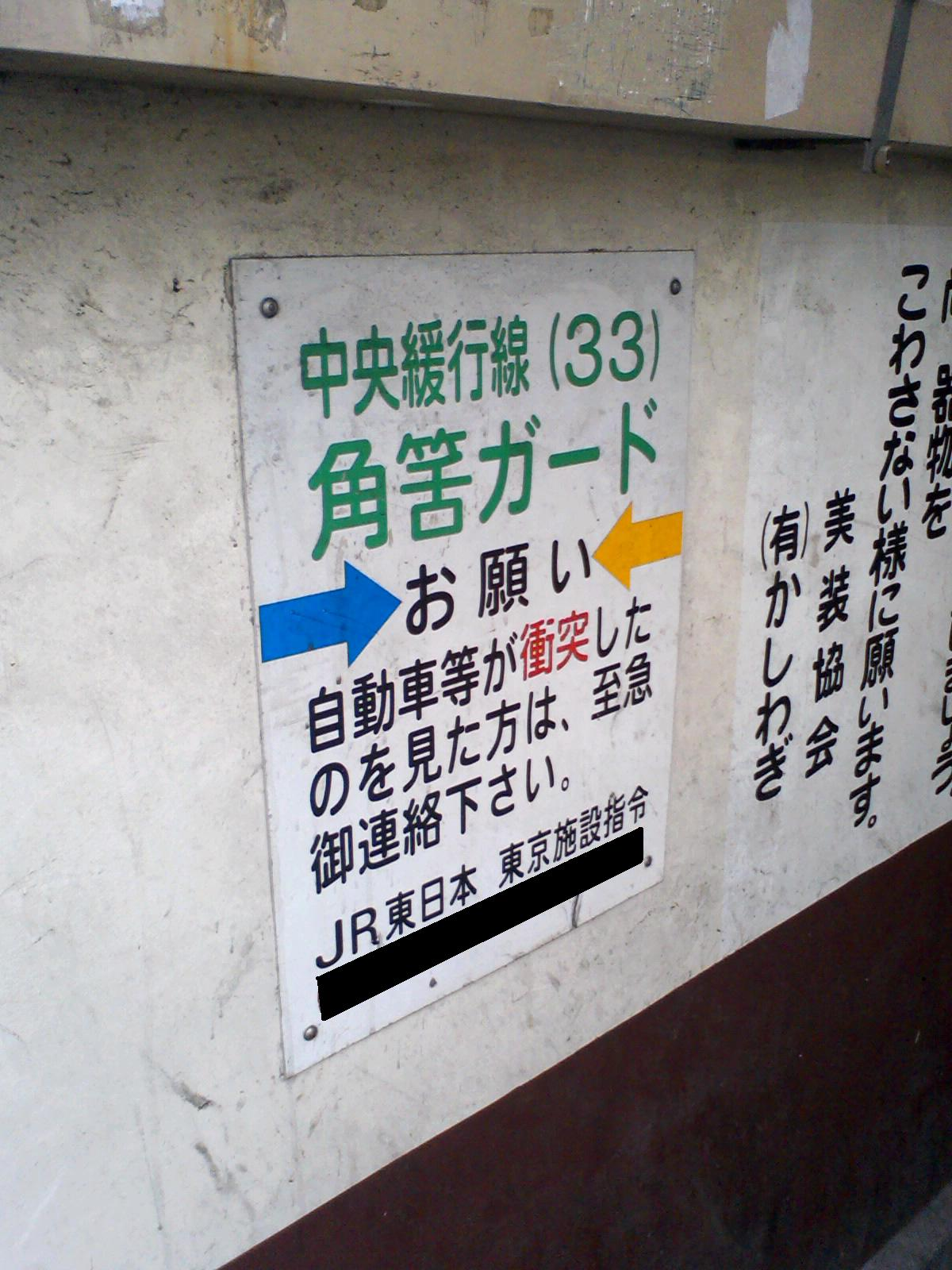
角筈ガードにある案内板

角筈ガード（つのはずガード）は、東京都新宿区新宿三丁目（旧・角筈一丁目）に所在するガード（跨道橋・鉄道橋）、およびその下部にある通路。

## 概要
1927年（昭和2年）4月に完成し、上部を山手線や中央緩行線などのJR線が通過する。下部は、旧青梅街道に当たり、新宿駅の東西を連絡する役割を担い、2013年3月31日までは東京都道430号新宿停車場前線の一部であった。
角筈は、西新宿とその近辺の旧地名。

## 近隣
- 新宿駅
- 思い出横丁（新宿西口商店街）（西口側）
- 歌舞伎町（東口側）
- 新宿大ガード

## アクセス
新宿駅東口から徒歩すぐ・西口から徒歩3分